# Edgar Jarratt Applewhite
Edgar Jarratt Applewhite (* 24. April 1919 in Newport News; † 15. Februar 2005 in Georgetown (Washington, D.C.)) war ein US-amerikanischer Schriftsteller.

## Leben
Edgar Jarratt Applewhite war der Sohn eines Zahnarztes. Er heiratete Joyce Zinsser († 1996). 1941 schloss er ein Studium der Philosophie an der Yale University ab und entschlüsselte anschließend auf der Belleau Wood. Nach seiner Entlassung aus den Streitkräfte der Vereinigten Staaten, 1946 wurde er Mitarbeiter von Richard Buckminster Fuller. 1948 fand er eine Beschäftigung bei der Central Intelligence Agency. 1955 betreute er in Berlin einen Posten der Fernmeldeaufklärung. In Beirut leitete er die Station. 1967 berichtete Sol Stern in Ramparts, dass die CIA die National Student Association finanzieren würde. Desmond Fitzgerald beauftragte Edgar Applewhite, die Redakteure der Vierteljahresschrift zu diskreditierten. Applewhite nutzte die Methoden der CIA, um die Auflage der Vierteljahreszeitschrift zu senken, zumal die Redakteure gegenüber Erpressung ungeschützt waren. Kurzzeitig war er Assistent von Verteidigungsminister Robert McNamara und wurde 1970 pensioniert.
Nach seiner Pensionierung von 1970 bis 1979 arbeitet er wieder mit Richard Buckminster Fuller zusammen, dabei produzierte Fuller: Synergetics: Explorations in the Geometry of Thinking (1975) und Synergetics 2 (1979). Sein literarischer Nachlass überschreitet einen Meter.

## Veröffentlichungen
- Cosmic Fishing, 1977 über seine Zusammenarbeit mit Richard Buckminster Fuller on the inventor's multi-volume magnum opus on synergetic geometry;
- Washington Itself, 1981
- Paradise Mislaid: Birth, Death and the Human Predicament of Being Biological, 1991.[3]